# Copa Europeia/Sul-Americana de 2001
A Copa Europeia/Sul-Americana de 2001, também conhecida como Copa Toyota e Copa Intercontinental, foi a 40.ª edição da competição, disputada em jogo único na cidade de Tóquio, no Japão, em 27 de novembro de 2001, entre o Bayern de Munique, campeão da Liga dos Campeões da UEFA, e o Boca Juniors, campeão da Copa Libertadores da América.
Em 27 de outubro de 2017, após uma reunião realizada na Índia, o Conselho da FIFA reconheceu os vencedores da Copa Intercontinental como campeões mundiais.

## História do confronto
Um ano após vencer o Real Madrid pela Copa Europeia/Sul-Americana de 2000, o Boca Juniors voltava ao Japão, era bicampeão da Copa Libertadores da América e buscava o seu terceiro título intercontinental, dessa vez contra o Bayern de Munique campeão da Liga dos Campeões da UEFA daquele ano. O Boca Juniors não deu a mínima para Campeonato Argentino, se concentrou na disputa do título intercontinental chegando dias antes no Japão, ao contrário do Bayern que praticamente pousou em solo oriental as vésperas da grande final. 
Com a base da equipe campeã da América, o time confiava na força de seu ataque, com Riquelme, Schelotto e Delgado. Mas o time não conseguiu furar a meta do goleiro Oliver Kahn, e ainda teve Delgado expulso ao receber o segundo cartão amarelo no minuto 46 da disputa por simular um pênalti diante de Kahn, ainda sim o restante da partida mesclou equilíbrio e chances de abrir o placar.
O Bayern com sua frente Sul-Americana chegou empolgado para a disputa, que em muitos momentos teve lances de força e entradas duras que poderiam gerar cartões e até mesmo lesões, combinadas com lances de classe e habilidade para avançar em campo.
O Boca Juniors presenciou o gol do ganês Kuffour, que marcou aos 14 minutos da prorrogação, o gol do título intercontinental alemão após pane e bate-cabeça da defesa dos Xeneizes iniciada e liderada pelo goleiro e herói de outrora Córdoba: Bayern 1-0 Boca. O Bayern de Munique era o Bi-Campeão Intercontinental.

## Equipes classificadas
| Confederação | Equipe            | Classificação                                   | Participação |
| ------------ | ----------------- | ----------------------------------------------- | ------------ |
| CONMEBOL     | Boca Juniors      | Campeão da Copa Libertadores da América de 2001 | 3ª           |
| UEFA         | Bayern de Munique | Campeão da Liga dos Campeões da UEFA de 2000–01 | 2ª           |

## Chaveamento
|  | A Classificação[NOTA]   | A Classificação[NOTA] | A Classificação[NOTA] | A Classificação[NOTA] |   |                         | Copa Intercontinental | Copa Intercontinental | Copa Intercontinental | Copa Intercontinental |
|  |                         |                       |                       |                       |   |                         |                       |                       |                       |                       |
|  | Bayern de Munique (pen) | 1                     | (5)                   | –                     |   |                         |                       |                       |                       |                       |
|  | Valencia                | 1                     | (4)                   | –                     |   |                         |                       |                       |                       |                       |
|  | Valencia                | 1                     | (4)                   | –                     |   | Bayern de Munique (pro) | 1                     | –                     | –                     |                       |
|  |                         |                       |                       |                       |   | Bayern de Munique (pro) | 1                     | –                     | –                     |                       |
|  |                         | Boca Juniors          | 0                     | –                     | – |                         |                       |                       |                       |                       |
|  | Boca Juniors (pen)      | Boca Juniors          | 0                     | –                     | – | 1                       | 0                     | (3)                   |                       |                       |
|  | Boca Juniors (pen)      |                       |                       |                       |   | 1                       | 0                     | (3)                   |                       |                       |
|  | Cruz Azul               | 0                     | 1                     | (1)                   |   |                         |                       |                       |                       |                       |

Notas
- NOTA^  Essas partidas não foram realizadas pela Copa Intercontinental. Ambas as partidas foram realizadas pelas finais da Liga dos Campeões da Europa e Copa Libertadores da América daquele ano.

## Partida
| 27 de novembro de 2001 | Bayern de Munique | 1 – 0 (pro) | Boca Juniors | Estádio Nacional, Tóquio                        |
| 19:20                  | Kuffour 109'      |             |              | Público: 51 360 Árbitro: DEN Kim Milton Nielsen |

| Bayern de Munique | Boca Juniors |

| BAYERN DE MUNIQUE: |    |                 |      |      |
|                    |    |                 |      |      |
| G                  | 1  | Kahn            |      |      |
| LD                 | 2  | Sagnol          |      |      |
| Z                  | 4  | Kuffour         | 29'  |      |
| Z                  | 12 | Kovac           |      |      |
| LE                 | 3  | Lizarazu        |      |      |
| M                  | 17 | Thorsten Fink   |      |      |
| M                  | 8  | Kovac           |      | 76'  |
| M                  | 23 | Hargreaves      | 72'  | 76'  |
| M                  | 13 | Paulo Sérgio    |      |      |
| A                  | 9  | Élber           | 106' |      |
| A                  | 14 | Claudio Pizarro |      | 118' |
| Substituições:     |    |                 |      |      |
| M                  | 10 | Sforza          |      | 76'  |
| A                  | 19 | Jancker         |      | 76'  |
| M                  | 6  | Thiam           |      | 118' |
| Treinador:         |    |                 |      |      |
| Ottmar Hitzfeld    |    |                 |      |      |

| BOCA JUNIORS:  |    |            |      |          |
|                |    |            |      |          |
| G              | 1  | Córdoba    | 102' |          |
| LD             | 4  | Martínez   |      | 18'      |
| Z              | 6  | Schiavi    | 111' |          |
| Z              | 2  | Burdisso   |      |          |
| LE             | 2  | Rodríguez  | 70'  |          |
| M              | 26 | Villarreal |      | 100'     |
| M              | 5  | Serna      | 5'   |          |
| M              | 13 | Traverso   |      |          |
| M              | 10 | Riquelme   |      |          |
| A              | 7  | Schelotto  | 83'  |          |
| A              | 16 | Delgado    | 19'  | 46'      |
| Substituições: |    |            |      |          |
| Z              | 18 | Calvo      |      | 18' 111' |
| M              | 7  | Pinto      |      | 100'     |
| A              | 16 | Carreño    |      | 111'     |
| Treinador:     |    |            |      |          |
| Carlos Bianchi |    |            |      |          |

| Homem do jogo: Samuel Kuffour (Bayern de Munique) Bandeirinhas: DEN Jørgen Jepsen SWE Mikael Nilsson Quarto árbitro: JPN Masayoshi Okada |

## Campeão
| Copa Europeia/Sul-Americana de 2001 |
| ----------------------------------- |
| BAYERN DE MUNIQUE 2º Título         |